# British Rail 308 sorozat
A British Rail 308 sorozat, vagy más néven az AM8 sorozat, egy angol három- vagy négyrészes 25 kV 50 Hz-es váltakozó áramú villamosmotorvonat-sorozat volt. 1961 és 2001 között volt szolgálatban. A BR York 1960 és 1961 között összesen 45 szerelvényt gyártott. 1983-ban három motorvonatot postavonattá alakítottak át.